# 모들린 칼리지 (케임브리지 대학교)
모들린 칼리지(Magdalene College)는 케임브리지 대학교의 칼리지 중 하나이다. 마리아 막달레나의 이름에서 유래했다.